# Colimadwerguil
De colimadwerguil (Glaucidium palmarum) is een vogel uit de familie van de uilen.

## Verspreiding en leefgebied
Deze soort is endemisch in het westen van Mexico en er worden geen ondersoorten (meer) onderscheiden.

## Status
De grootte van de populatie is in 2019 geschat op 20-50 duizend volwassen vogels. Op de Rode lijst van de IUCN heeft deze soort de status niet bedreigd.